# حيود سداسي

الرمز المستخدم غالبا لمعايير سيغما.

نظرية الحيود السداسي أو معايير سيغما هي استراتيجية لإدارة الأعمال التجارية، وبدأت في تنفيذها شركة موتورولا، والتي كانت تقوم بتطبيقها على نطاق واسع في العديد من قطاعات الصناعة المختلفة.
معايير سيغما تسعى لتحسين جودة مخرجات العملية الإنتاجية من خلال تحديد وإزالة أسباب العيوب (الأخطاء)، والتباين في التصنيع والعمليات التجارية. ويستخدم هذا المعيار مجموعة من وسائل إدارة الجودة، بما فيها الأساليب الإحصائية، وخلق بنية تحتية خاصة من الناس داخل المنظمة («الأحزمة السوداء»، و«الأحزمة الخضراء»، وما إلى ذلك) ويكونون خبراء في هذه الأساليب. كل مشروع لمعايير سيغما المنفذة في المنظمة يتبع سلسلة من الخطوات المحددة، وكمية أهداف مالية (مثل خفض التكاليف أو زيادة الأرباح).

## لمحة تاريخية
معايير سيغما كانت في الأصل مجموعة من الممارسات التي تهدف إلى تحسين عملية التصنيع وإزالة العيوب، ولكن تطبيقها لاحقا أصبح يشمل أنواع أخرى من العمليات التجارية.، في معايير سيغما، يعرف العيب على أنه أي شيء يمكن أن يؤدي إلى عدم ارتياح العملاء.
خصائص المنهجية الأولى تم صياغتها من قبل بيل سميث في موتورولا في عام 1986. معايير سيغما كانت مستوحى بشكل كبير من قبل ستة عقود سابقة من المنهجية في تحسين النوعية مثل مراقبة الجودة، وإدارة الجودة الشاملة، ونظام صفر من العيوب،  على أساس عمل رواد هذا المجال مثل شيوارث وديمينج وجورانو، إيشيكاوا وتاجوشى وغيرهم جينيشى تاجوشى.
مثل ما سبقه من نظم تؤكد معايير سيغما على:--
- الجهود المتواصلة التي يتم بذلها لتحقيق نتائج مستقرة يمكن التنبؤ بها للعملية (أي عملية خفض التباين) ولها أهمية حيوية لنجاح الأعمال.
- التصنيع والعمليات التجارية لديها خصائص يمكن قياسها، وتحليلها، وتحسينها والتحكم بها.
- يتطلب تحقيق التحسين المستمر للجودة التزاما من جانب المنظمة بأكملها، وخصوصا على مستوى الإدارة العليا من التنظيم.

السمات المييزة لمعايير سيغما التي تفرقها عن النظم السابقة من مبادرات تحسين الجودة تشمل --
- تركيز واضح على قابليته على قياس حجم العوائد المالية من أي مشروع لمعايير سيغما.[1]
- زيادة التركيز على إدارة قوية تتسم بالحماسة والقيادة والدعم.[1]
- بنية تحتية خاصة من «الأبطال»، «الأحزمة السوداء المميزة»، و«الأحزمة السوداء»، وغيرها لقيادة وتنفيذ منهج معايير سيغما.[1]
- هناك التزام واضح لاتخاذ القرارات على أساس البيانات التي يمكن التحقق منها، بدلا من التخمين والافتراضات.[1]

مصطلح «معايير سيغما» مستمدة من مجال الإحصاءات المعروفة باسم عملية دراسة القدرات. في البداية هي تشير إلى قدرة عمليات التصنيع لإنتاج نسبة عالية جدا من الناتج المطابق للمواصفات. العمليات التي تدار بواسطة «معايير سيغما للجودة» يفترض أن تنتج على المدى القصير عيوب بمستويات أقل من 3.4 لكل مليون فرصة(DPMO) على المدى الطويل. معايير سيغما هدفها الضمنى هو تحسين جميع العمليات على هذا المستوى من الجودة أو إلى ما هو أفضل.
معايير سيغما هي علامة مسجلة للخدمة وعلامة تجارية لشركة موتورولا، وشركة  وموتورولا حازت على أكثر من 17 مليار دولار من المدخرات  من معايير سيغما اعتبارا من عام 2006.
من أولى الجهات الأخرى التي اعتمدت على معايير سيجما والتي حقق نجاحا جيدا تشمل شركة هانيويل المشهورة (المعروف سابقا باسم ألليد سيجنال) وجنرال الكتريك، حيث قام جاك ويلش بتقديم الفكرة. بحلول أواخر عام 1990، نحو ثلثى أكبر 500 منظمة كانت قد بدأت في استخدام مبادرة معايير سيغما بهدف خفض التكاليف وتحسين النوعية.
في السنوات الأخيرة قرنت معايير سيغما أحيانا بالنظم الهزيلة أو قليلة التكاليف للتصنيع لتنشئ منهجية جديدة تسمى معايير سيغما الموفرة.

## طرق
مشاريع معايير سيغما تتبع منهجين من المشاريع مستوحى من منهجية ديمنغ للتخطيط ثم العمل ثم الفحص ثم التصرف. هذه المنهجيات تتألف من خمس مراحل، وتعرف بالمختصرات DMAIC وDMADV.
- DMAIC يستخدم لمشاريع تهدف إلى تحسين العمليات التجارية القائمة.[11]

وهي مجموعة الحروف الأولى من الكلمات التالية: Define Measure Analyze Improve Control
- DMADV يستخدم لمشاريع تهدف إلى خلق منتجات جديدة أو عمليات التصاميم.[11]

وهي مجموعة الحروف الأولى من الكلمات التالية: Define Measure Analyze Design Verify

### DMAIC
الخمس مراحل في منهجية مشروع DMAIC هي:
- تحديد مستوى عال من الأهداف للمشروع والعملية الحالية.
- قياس الجوانب الأساسية للعملية الحالية وجمع البيانات ذات الصلة.
- تحليل البيانات للتحقق من السبب والنتيجة العلاقات. تحديد ما هي العلاقات، ومحاولة التأكد من أن جميع العوامل تم مراجعتها.
- تحسين العملية على أساس تحليل البيانات باستخدام أساليب مثل تصميم التجارب.
- التحكم لضمان أن أي انحراف عن الهدف يتم تصحيحه قبل أن يؤدي إلى عيوب. القيام بتجارب مبدئية للنظام للتحقق من القدرات العملية، واثم إنشاء آليات للمراقبة ثم رصد مستمر للعملية.

### DMADV
الخمس مراحل في منهجية مشروع DMADV هي:
- تحديد أهداف التصميم التي تتفق مع احتياجات العملاء والمشاريع الاستراتيجية للمنظمة.
- قياس وتحديد ال CTQ (الخصائص الحاسمة للجودة)، قدرات المنتج وقدرات العملية الإنتاجية، والمخاطر.
- التحليل من أجل تطوير وتصميم البدائل، وخلق تصميم رفيع المستوى ثم تقييم قدرة التصميم من أجل اختيار أفضل تصميم.
- تصميم التفاصيل، التصميم الأمثل، ووضع خطة للتحقق منه. قد تتطلب هذه المرحلة المحاكاة.
- التحقق من التصميم وإنشاء تجارب، تنفيذ عملية الإنتاج وتسليمها إلى أصحابها القرار في العملية.

DMADV المعروف أيضا باسم DFSS، اختصار ل «تصميم من أجل معايير سيغما».

### إدارة الجودة والأدوات والأساليب المستخدمة في معايير سيغما
داخل كل مرحله من مشروع DMAIC أو DMADV، تستخدم معايير سيغما العديد من الأدوات التي أنشئت لإدارة الجودة التي تستخدم أيضا خارج نظام معايير سيغما. ويبين الجدول التالي لمحة عامة عن أهم الأساليب المستخدمة.
| - الخمس أسئله التي تبدأ بلماذا - تحليل الفروق - المقياس ANOVA آر أند آر - التصميم البديهي - تخطيط العملية - تدريب المرجام للمتغيرات - الرسم البيانى للفعل ورد الفعل (المعروف أيضا باسم عظمة السمكة أو مخطط إيشيكاوا) - اختبار مربع شي للاستقلال والتناسب - خريطة التحكم - الارتباط - تحليل التكاليف والمنافع - شجرة CTQ - دراسة السوق الكمية من خلال استخدام آلية إدارة المشاريع والاقتراحات للنظم - تصميم التجارب - صيغة الفشل وتحليل النتائج - النموذج الخطي العام | - المدرج الإحصائي - الرسم البيانى للمتغيرات الغير متجانسة - نشر معيار الجودة (QFD) - الرسم البيانى باريتو - الرسم البيانى بيك - القدرة العملية - تحليل الانحدار - تحليل السبب الجذري - الرسم البيانى رن - تحليل SIPOC ( وهو اختصار لكلمات المورد، المدخلات، العملية، المخرجات، العملاء) - المطابقة - طرق تاجوشى - وظيفة تاجوشى للخسارة - خريطة المسار الذهنية - تي أر آي زد |

## تنفيذ الأدوار
واحدة من أهم ابتكارات معايير سيغما هو إضفاء الطابع المهني على وظائف إدارة الجودة. قبل ظهور معايير سيغما، كانت إدارة الجودة يتم تنحيتها في الممارسة العملية إلى حد كبير لتقتصر فقط على مجال الإنتاج والإحصاء في قسم الجودة المنفصل. اقترضت معايير سيغما بعض المصطلحات من الفنون القتالية لتحديد التسلسل الهرمي (والمسار الوظيفي) الذي يشمل جميع وظائف الأعمال، وتعزيز المسار مباشرة إلى الجناح التنفيذي.
معايير سيغما تحدد عدة أدوار هامة لنجاح التنفيذ.
- القيادة التنفيذية تشمل الرئيس التنفيذي وأعضاء آخرين في الإدارة العليا. وهي مسؤولة عن تشكيل رؤية تنفيذية لمعايير سيغما. كما تمكن أصحاب الأدوار الأخرى من حرية اكتشاف الموارد اللازمة والأفكار الجديدة لتحقيق التحسينات.
- الأبطال هم المسؤولون عن تنفيذ معايير سيغما في جميع أنحاء المنظمة على نحو متكامل. القيادة التنفيذية توجه من قبل الإدارة العليا. الأبطال يلعبون أيضا دور الموجه أو المعلم لمن يحملون الحزام الأسود.
- الأحزمة السوداء المميزة، وهم الأبطال، يعملون كمدربين داخليين لمعيار سيغما. أنهم يكرسون 100 ٪ من وقتهم لمعايير سيغما. يقومون أيضا بمساعدة الأبطال وبتوجيه الأحزمة السوداء والأحزمة الخضراء. وبصرف النظر عن المهام الإحصائية، فهم يمضون وقتهم في محاولة لضمان التطبيق المتسق لمعايير سيغما عبر مختلف المهام والإدارات.
- الأحزمة السوداء تعمل تحت الأحزمة السوداء المميزة لتطبق معايير سيغما المنهجية المحددة للمشاريع. أنهم يكرسون 100 ٪ من وقتهم لتطبيق معايير سيغما. وهم يركزون في المقام الأول على معايير سيغما لتنفيذ المشاريع، في حين أن الأبطال والأحزمة السوداء المميزة يركزون على تحديد المشاريع / والوظائف لمعايير سيغما.
- الأحزمة الخضراء هم الموظفون الذين يتحملون مسؤلية تنفيذ معايير سيغما بجانب مسؤولياتهم الوظيفية الأخرى. ويعملون بتوجيه من الأحزمة السوداء.

## الأصل والمعنى لمصطلح "معايير عملية سيغما
مصطلح «معايير عملية سيغما» تأتي من فكرة أنه إذا كان أحد الست انحرافات المعيارية بين متطلبات العملية وأقرب حد من حدود المواصفات، كما هو مبين في الرسم البيانى، لن يكون هناك عمليا أي بنود لا يفي بالمواصفات. وذلك بناء على طريقة الحساب المستخدمة في عملية دراسة القدرة.
في دراسة القدرة، يتم التعرف على عدد الانحرافات المعيارية بين المتطلبات وأقرب حد للمواصفات عن طريق وحدات سيغما. كلما ارتفعت عملية الانحراف المعياري، أو ابتعدت متطلبات العملية عن متوسط نقطة المركز سيسمح هذا بعدد أقل من الانحرافات المعيارية التي تستطيع الالتقاء بين المتطلبات والحدود المواصفات وبذلك تنخفض عدد نقاط سيغما وترفع من احتمال خروج هذه المنتجات عن المواصفات.

### دور تحول ال 1.5 سيغما
وقد أثبتت التجربة العملية أن الأمر لا ينجح عادة في الأجل الطويل مثلما يحدث في الأجل القصير. ونتيجة لذلك، عدد السيغما الذي يتناسب في المساحة ما بين متطلبات العملية وأقرب حد ادنى للمواصفات من المحتمل أن ينخفض مع مرور الوقت، مقارنة بالدراسة الأولية قصيرة الأجل. لحساب هذا الواقع في هذه الزيادة أثناء عملية التغيير التي تحدث على مر الزمن، تم إدخال أساس تجريبي من 1.5 سيغما داخل المعادلة الحسابية. ووفقا لهذه الفكرة، فان العملية التي تنتج ستة سيغما في المدى القصير سوف تنتج في المقابل 4.5 سيغما على المدى الطويل—إما لأن ستصبح أبعد على المدى الطويل، أو لأنه على المدى الطويل الانحراف المعياري للعملية سيكون أكبر مما لوحظ في الأجل القصير، أو كليهما.
ومن ثم التعريف المقبول على نطاق واسع لمعايير سيغما هو ما ينتج عيوب بمستويات أقل من 3.4 لكل مليون فرصة (DPMO).ويستند هذا إلى حقيقة أن هذه العملية التي توزع عادة سيكون بها عيوب بمستويات أقل من 3.4 لكل مليون فرصة (DPMO)إلى ما بعد نقطة ال 4.5 في الانحرافات المعيارية أعلى أو أدنى من المتوسط (من جانب واحد فقط من دراسة القدرة). وهكذا 3.4 DPMO من «معايير سيغما» في الواقع العملى يقابل 4.5 سيغما، أي 6 سيغما ناقصا ال 1.5 سيغما لحساب التغير على المدى الطويل. وهذا يهدف إلى التقليل من مستويات العيوب الناتجة التي يحتمل أن تحدث في واقع الحياة العملية.

### مستويات سيغما
الجدول  أدناه يظهر قيم الDPMO على المدى الطويل لمختلف القيم المقابلة لمستويات سيغما في الأجل القصيرة.
علما بأن هذه الأرقام تفترض أن هذه العملية ستتعرض لتحول يصل إلى 1.5 سيغما إلى جانب المواصفات المحددة. وبعبارة أخرى، تفترض الدراسة الأولية التي أجريت بعد تحديد مستوى سيغمأعلى المدى القصير، ولذلك فسوف تتأثر سيغما على المدى الطويل وسوف تتحول إلى أقل من 0.5 في الأجل القصير وهى قيمة Cpk. لذا، على سبيل المثال، الرقم الذي نفترضة للDPMO لرقم 1 سيغما يفترض أنها عملية طويلة الأمد سوف تحتاج لموارد وستكون 0.5 سيغما خارج المواصفات المحددة (Cpk == -0.17)، بدلا من 1 سيغما داخله، لأنه في المدى القصير مدة الدراسة (Cpk == 0.33). علما بأن النسب المئوية للعيب تبين فقط تلك التي تتجاوز عيوب مواصفات المحددة بتلك الأقرب لهذه العملية. العيوب التي تتعدى الجانب البعيد من المواصفات وحدودها لا تدرج في النسب المئوية.
| مستوى سيغما | DPMO    | عيب في النسبة | نسبة العائد  | على المدى القصير جيم pk </الفرعي> | على المدى الطويل جيم pk </الفرعي> |
| ----------- | ------- | ------------- | ------------ | --------------------------------- | --------------------------------- |
| 1           | 691.462 | 69 ٪          | 31 ٪         | 0.33                              | -0.17                             |
| 2           | 308.538 | 31 ٪          | 69 ٪         | 0.67                              | 0.17                              |
| 3           | 66.807  | 6.7 ٪         | 93.3 ٪       | 1.00                              | 0.5                               |
| 4           | 6.210   | 0.62 ٪        | 99.38 ٪      | 1.33                              | 0.83                              |
| 5           | 233     | 0.023 ٪       | 99.977 ٪     | 1.67                              | 1.17                              |
| 6           | 3.4     | 0.00034 ٪     | 99.99966 ٪   | 2.00                              | 1.5                               |
| 7           | 0.019   | 0.0000019 ٪   | 99.9999981 ٪ | 2.33                              | 1.83                              |

## استقبال
معايير سيغما كان لها تأثير كبير على الصناعة على نطاق واسع باعتبارها إستراتيجية عمل لتحقيق واستدامة العمليات والخدمات المتميزة. ولكن هناك أيضا انتقادات لمعايير سيغما.

### عدم توفر الأصالة
قام خبير الجودة جوزيف م. جوران بوصف معايير سيغما بانها «الصيغة الاساسية لتحسين النوعية»، ويعهد بأنه «ليس هناك جديد هنا. وهى تحتوى على ما نسميه الميسرين. لقد اعتمدت أكثر على المصطلحات البراقة، مثل احزمة بألوان مختلفة. وأعتقد أن هذا المفهوم قد يستحق الفصل، حيث أنه يوفر متخصصين وهو ما يمكن أن يكون مفيدا جدا. مرة أخرى، هذه ليست فكرة جديدة. فإن الجمعية الأمريكية للجودة منذ فترة طويلة قمت باصدار شهادات للمهندسين الموثوق بهم».

### دور الاستشاريين
استخدام «الأحزمة السوداء» كمراقبين للتغيير أمر مثير للجدل لأنها خلقت صناعة موازية للتدريب ومنح الشهادات. ويجادل المنتقدون بأن هناك زيادة غير مبررة في مبيعات معايير سيغما من جانب عدد من الشركات الاستشارية، وكثير منها يدعى الخبرة في معايير سيغما وهم لديهم فقط مفاهيم بدائية عن الأدوات والتقنيات ذات الصلة.

### الآثار السلبية المحتملة
نشرت مجلة فورتشن مقالة تنص على أنه «58 من الشركات الكبرى ال500 التي أعلنت عن برامع معايير سيغما، 91 في المئة منها قد احتل المراكز الأخيرة منذ ذلك الحين.» وعزا البيان «التحليل هو لتشارلز هولندا من شركة استشارية كوالبرو (التي تتبنى نوع منافس لتحسين نوعية العملية». إن الموضوع الأساسي بالمقال هو أن معايير سيغما نافذه في ما يراد القيام به، ولكنها «محدودة التصميم وتهدف إلى إصلاح عملية قائمة» ولا تساعد في «طرح منتجات جديدة أو تكنولوجيات مختلفة.» كثير من هذه الانتقادات تم المجادلة بخصوص صحتها أو مصدرها الغير مرجعى.
نشرت مجلة بيزنس ويك مقال يدعى أن جيمس ماكنيرنى قام بإدخال معايير سيغما لشركة ثري إم وربما كانت هي السبب في هدم الإبداع. يستشهد استاذين من كلية وارتون الذين يقولون ان معايير سيغما تؤدى تدريجيا إلى قتل الابتكار. وهذه الظاهرة تم مناقشتها بمزيد من التفصيل في كتاب محاولة التوفير وهى توفر بيانات تنص على أن شركة فورد استخدمت «معايير سيغما» ولم يكن لها تأثير كبير على ثروتها.

### استنادا إلى المعايير التعسفية
في حين أن نسبة 3.4 عيب في كل مليون فرص يمكن أن يعمل بشكل جيد بالنسبة لبعض المنتجات / العمليات، ولكن قد لا يكون مثاليا أو فعالا من حيث التكلفة لمنتجات أخرى. قد يحتاج خط إنتاج منظم لضربات القلب معايير أعلى، على سبيل المثال، من حملة إعلانية عن طريق البريد المباشر. تبريرات وأساسيات اختيار معايير سيغما 6 من حيث عدد الانحرافات المعيارية لم يفسر بشكل واضح. وبالإضافة إلى ذلك، يفترض هذا النموذج أن بيانات العملية دائما مطابقة إلى التوزيع الطبيعي. حساب معدلات العيب في الحالات التي لا ينطبق فيها التوزيع الطبيعي للنموذج لم تعالج في الوقت الراهن من قبل معايير سيغما.

### انتقاد للفرق 1.5 سيغما
لما له من طابع تعسفي، فإن الفرق 1.5 سيغما قد تحول ووصفه بانه «أحمق» من جانب الإحصائي دونالد ج. يلر. تطبيقه العالمي أعتبر موضع شك.
الفرق 1.5 سيغما موضوع مثير للجدل أيضا لأنه جاء في نتائج بوصفه «مستويات سيغما» والتي تعكس الأداء على المدى القصير وليس المدى الطويل: وهي عملية لها عيوبها على المدى طويل الأجل تتفق مع أداء 4.5 سيغما، والذي يوصف بمعايير سيغما، على انه «6 سيغما». نظام الحساب لمعايير سيغما إذا لا يمكن مساواته بالتوزيع العادي للاحتمالات الفعلية لذكر عدد من الانحرافات المعيارية، وهذا كان مفتاح الخلاف حول كيفية اتخاذ معايير سيغما تدابير محددة. وحقيقة أنه من النادر أن يتم شرح «معايير سيغما» على أن هذه العملية ستكون طويلة الأجل وهناك خلل المعدلات المقابلة ل4.5 سيغما في الأداء الفعلي بدلا من 6 سيغما أدى إلى العديد من الاعتراضات على الرأي القائل بأن ستة سيغما هو خدعة ثقة.

## قراءة أخرى
- Adams، Cary W. (2003). Six Sigma Deployment. Burlington, MA: Butterworth-Heinemann. ISBN:0750675233. مؤرشف من الأصل في 2020-04-23. {{استشهاد بكتاب}}: الوسيط author-name-list parameters تكرر أكثر من مرة (مساعدة)
- Breyfogle، Forrest W. III (1999). Implementing Six Sigma: Smarter Solutions Using Statistical Methods. New York, NY: John Wiley & Sons. ISBN:0471265721. مؤرشف من الأصل في 2020-04-23.
- De Feo، Joseph A. (2005). JURAN Institute's Six Sigma Breakthrough and Beyond - Quality Performance Breakthrough Methods. New York, NY: McGraw-Hill Professional. ISBN:0071422277. مؤرشف من الأصل في 2020-04-23. {{استشهاد بكتاب}}: الوسيط author-name-list parameters تكرر أكثر من مرة (مساعدة)
- Harry، Mikel J. (1999). Six Sigma: The Breakthrough Management Strategy Revolutionizing the World’s Top Corporations. New York, NY: Doubleday. ISBN:0385494378. مؤرشف من الأصل في 2020-04-23. {{استشهاد بكتاب}}: الوسيط author-name-list parameters تكرر أكثر من مرة (مساعدة)
- Keller، Paul A. (2001). Six Sigma Deployment: A Guide for Implementing Six Sigma in Your Organization. Tucson, AZ: Quality Publishing. ISBN:0930011848. مؤرشف من الأصل في 2020-04-23.
- Pande، Peter S. (2001). The Six Sigma Way: How GE, Motorola, and Other Top Companies are Honing Their Performance. New York, NY: McGraw-Hill Professional. ISBN:0071358064. مؤرشف من الأصل في 2020-04-23. {{استشهاد بكتاب}}: الوسيط author-name-list parameters تكرر أكثر من مرة (مساعدة)
- Pyzdek (2003). The Six Sigma Handbook: A Complete Guide for Green Belts, Black Belts and Managers at All Levels. New York, NY: McGraw-Hill Professional. ISBN:0071410155. مؤرشف من الأصل في 2020-04-23.
- Snee، Ronald D. (2002). Leading Six Sigma: A Step-by-Step Guide Based on Experience with GE and Other Six Sigma Companies. Upper Saddle River, NJ: FT Press. ISBN:0130084573. مؤرشف من الأصل في 2020-04-23. {{استشهاد بكتاب}}: الوسيط author-name-list parameters تكرر أكثر من مرة (مساعدة)
- Taylor، Gerald (2008). Lean Six Sigma Service Excellence: A Guide to Green Belt Certification and Bottom Line Improvement. New York, NY: J. Ross Publishing. ISBN:978-1604270068. مؤرشف من الأصل في 2020-04-23.
- Tennant، Geoff (2001). SIX SIGMA: SPC and TQM in Manufacturing and Services. Aldershot, UK: Gower Publishing, Ltd. ISBN:0566083744. مؤرشف من الأصل في 2020-04-23.